# Darnell Moore
Pour les articles homonymes, voir Moore.
Darnell Moore, né le 27 août 1996, est un coureur cycliste irlandais.

## Biographie
En 2017, Darnell Moore obtient plusieurs victoires dans des courses du calendrier irlandais. Il s'impose notamment sur la Shay Elliott Memorial Race, après avoir parcouru les 40 derniers kilomètres en solitaire,. La même année, il remporte le championnat d'Irlande de la montagne.
En début d'année 2018, il obtient un nouveau titre national en devenant champion d'Irlande de cyclo-cross, à Glencullen.

## Palmarès sur route

### Par année
- 2017
  -  Champion d'Irlande de la montagne
  - Shay Elliott Memorial Race
- 2018
  -  Champion d'Irlande de la montagne
  -  Champion d'Irlande sur route espoirs
  - 2e du championnat d'Irlande sur route
  - 3e du Tour of the North
  - 3e du championnat d'Irlande du critérium
- 2019
  - 3e du Des Hanlon Memorial
  - 3e du championnat d'Irlande du critérium
- 2020
  - 2e du championnat d'Irlande du critérium
- 2022
  - 3e du Shay Elliott Memorial Race
- 2024
  -  Champion d'Irlande du critérium

### Classements mondiaux
| Année           | 2018 | 2019   | 2020 |
| --------------- | ---- | ------ | ---- |
| UCI Europe Tour | 572e | 1 961e | 545e |

## Palmarès en cyclo-cross
- 2013-2014
  - 2e du championnat d'Irlande de cyclo-cross juniors
- 2017-2018
  -  Champion d'Irlande de cyclo-cross
- 2018-2019
  - 3e du championnat d'Irlande de cyclo-cross
- 2021-2022
  - 3e du championnat d'Irlande de cyclo-cross
- 2023-2024
  - 3e du championnat d'Irlande de cyclo-cross

## Palmarès en VTT
- 2022
  - 3e du championnat d'Irlande de cross-country
- 2023
  - 3e du championnat d'Irlande de cross-country